# RIM-116 RAM
El RIM-116 RAM (Rolling Airframe Missile) es un pequeño SAM (Surface-Air Missile, Misil Tierra-Aire) basado en el conocido misil aire-aire Sidewinder. Actualmente está en servicio en la Armada de los Estados Unidos, la Deutsche Marine, la Armada Griega y la Armada de la República de Corea. Es utilizado principalmente como CIWS (Close-in Weapon System, Sistema de armamento de proximidad), es decir, como defensa de punto contra misiles antibuque o aeronaves.

## Historia
El RIM-116 empezó a desarrollarse en 1974 por General Dynamics (las empresas fabricantes de misiles de General Dynamics fueron adquiridas por Hughes Aircraft y hoy forman parte de Raytheon), inicialmente como un proyecto exclusivo de los Estados Unidos, en el que posteriormente entraron a formar parte Dinamarca y Alemania, si bien Dinamarca más tarde se dio de baja. El requisito básico era que tenía que tratarse de un sistema de alta potencia de fuego, corto tiempo de reacción, guiado preciso, efectos letales contra los misiles atacantes y una mínima dependencia de los canales de fuego de la dirección de tiro del buque. 
Las pruebas empezaron en 1982 y continuaron varios años hasta que en 1987 Estados Unidos y Alemania firmaron un contrato para la fabricación del sistema.

## Características
El misil se basa en el Sidewinder, teniendo como diferencia más significativa un buscador de infrarrojos situado en el morro (el mismo que usa el FIM-92 Stinger) para el guiado terminal y dos antenas de radiofrecuencia. También, detrás del buscador de IR (Infra-red, Infrarrojo), tiene un buscador pasivo de radiofrecuencia, de nuevo diseño, que se emplea para el guiado intermedio. La cabeza de combate es la misma del Sidewinder, de 9,09 kg. 
Los misiles se instalan en un contenedor que hace al mismo tiempo de lanzador. El lanzamiento se hace en dirección al blanco utilizando información procedente de los radares y equipos de detección electroópticos del buque. Posteriormente, actúan el sistema de guiado de radiofrecuencia del misil y por último, su sistema de búsqueda de infrarrojo (que detecta el calor emitido por el motor cohete del misil atacante), hasta el impacto.

## Variantes
- Block 0

También conocido como RIM-116A, el Block 0 obtuvo en disparos de prueba un 95% de impactos positivos. Utiliza guiado pasivo de radiofrecuencia e IR.
- Block 1

Block 1 (RIM-116B) es una versión mejorada del misil que sólo utiliza guiado infrarrojo que le permite interceptar misiles que no tienen guía activa radar (es decir, que no emiten señales de radar para guiarse hacia el blanco). Se mantienen las capacidades de guiado pasivo de los misiles del Block 0.
- HAS

En 1998 se firmó un memorandum de entendimiento entre Estados Unidos y Alemania para mejorar el sistema de manera que pueda interceptar Helicopters (helicópteros), Aircrafts (aviones) y Surface targets (blancos en superficie -pequeñas embarcaciones-). La mejora HAS consiste en un cambio de software a todos los misiles Block 1.
- Sea RAM (RAM marino)

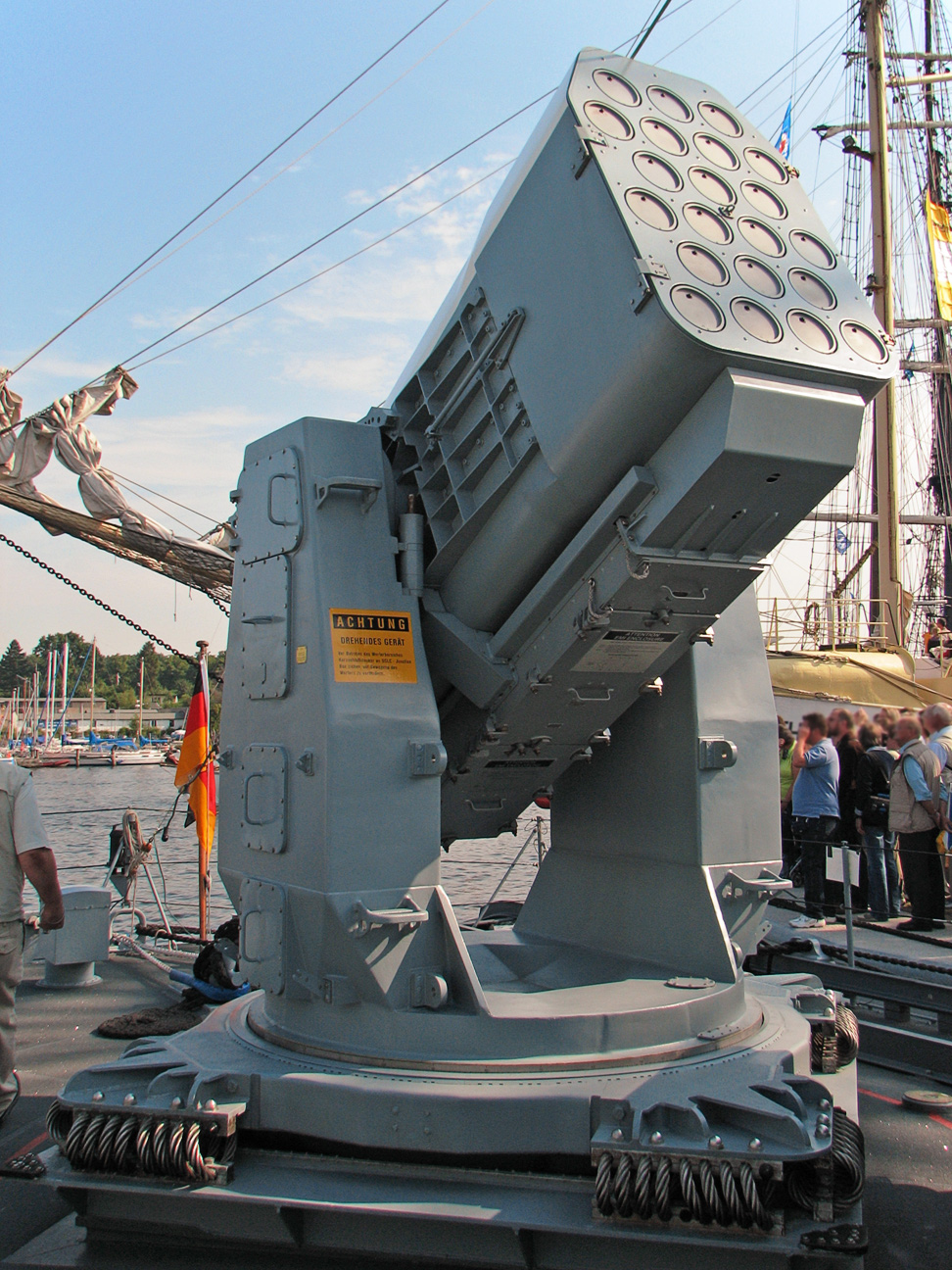
Lanzador RAM Mk-32.

Sea RAM fue desarrollado como reemplazo del sistema CIWS Phalanx de mucho menor alcance y precisión. Combina el hardware del sistema Phalanx (radar y montaje) con un lanzador de 21 misiles RAM, para producir un sistema autónomo que no necesita información externa para entablar amenazas.
- Datos: Q1060737
- Multimedia: RIM-116 Rolling Airframe Missile / Q1060737